# Nuove registrazioni
Nuove registrazioni (o Nuove registrazioni 1980) è il titolo dato comunemente all'album antologico di studio di Enzo Jannacci, pubblicato alla fine del 1980 ed avente di fatto per titolo i soli nome e cognome dell'artista.
La dicitura, utilizzata essenzialmente per contraddistinguere il disco, deriva da una scritta - "Nuove registrazioni 1980" appunto - che campeggia in copertina; in una successiva ristampa su CD, verrà addirittura re-intitolato 1980.

## Il disco
Si tratta in effetti di una raccolta di successi del passato, perlopiù risalenti agli anni '60 e non ancora presenti nel catalogo Ricordi, qui appositamente reincisi dal cantautore con nuovi arrangiamenti, sempre curati da lui, ed eseguiti da un gruppo di musicisti in gran parte presenti nei suoi lavori precedenti (Tullio De Piscopo, Sergio Farina, Pino Sacchetti) o successivi (Mark Harris). 
Inediti rispetto alla produzione di Jannacci sono E la vita, la vita, lanciata sei anni prima da Cochi e Renato ed eseguita spesso da Jannacci nei concerti, e lo standard tradizionale dei repertori da osteria del nord Italia L'uselin de la comare.
Forse per il suo carattere prettamente antologico, l'album era stato pubblicato direttamente nella linea economica della Dischi Ricordi, la Serie Orizzonte.

## Tracce
1. Vengo anch'io. No, tu no (Enzo Jannacci - Dario Fo - Fiorenzo Fiorentini)
2. L'Armando (Enzo Jannacci - Dario Fo)
3. El portava i scarp del tennis (Enzo Jannacci)
4. La luna è una lampadina (qui intitolato "La luna e la lampadina") (Enzo Jannacci - Dario Fo)
5. Ho visto un re (Ernesto Esposito - Dario Fo)
6. La balilla (Tradizionale)
7. E la vita, la vita (Enzo Jannacci - Renato Pozzetto)
8. L'uselin de la comare (canzone popolare)

## Formazione
- Enzo Jannacci – voce, tastiera
- Julius Farmer – basso
- Tullio De Piscopo – batteria
- Sergio Farina – chitarra
- Mark Harris – tastiera
- Paolo Tomelleri – clarino
- Pino Sacchetti – flauto, sax
- Paola Orlandi, Silvia Annicchiarico, Lalla Francia – cori